# Mas Perafita (Bescanó)
El Mas Perafita és una masia de Bescanó (Gironès) protegida com a Bé Cultural d'Interès Local.

## Descripció
Edifici de tres plantes i teulada a dues vessants. A l'interior presenta l'estructura tradicional de tres crugies paral·leles, amb la central més ampla i l'escala que mena al pis superior, on es repeteix l'esquema. La façana principal té un portal dovellat amb escut a la clau. Les finestres de la planta baixa han estat ampliades. A la part del graner hi ha tres arcs de pedra de mig punt sostinguts per pilars. Al costat dret s'hi ha adossat un gran cos amb arcuacions.